# مطبخ شنجاني

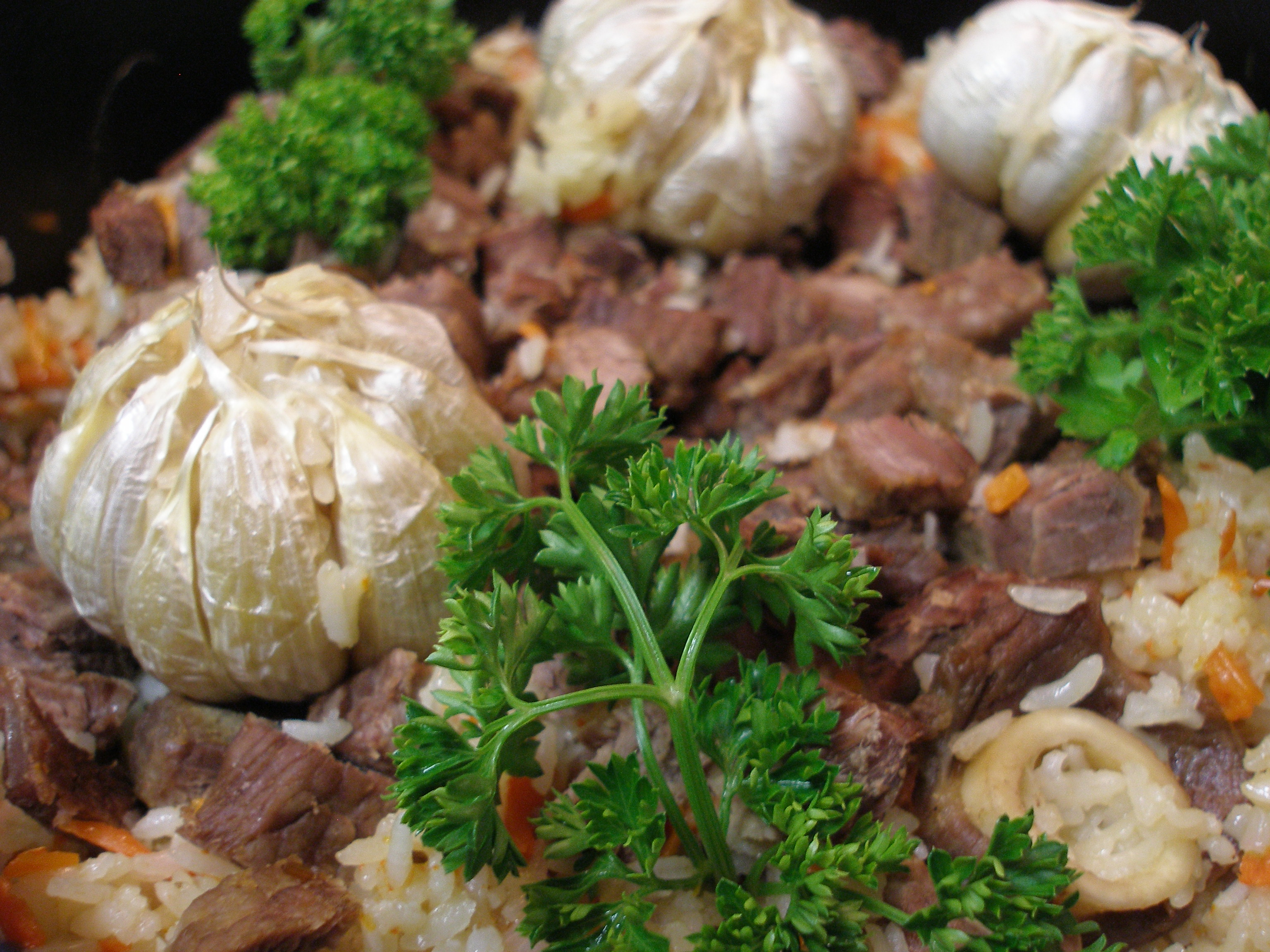
رز بخاري باللحم أو كما يسمى أحيانًا بيلاف (بالإيغورية:ۇولۇ)

المطبخ الشنجاني (بالصينية:新疆菜) هذا المطبخ خليط من طبخ عدد من المجموعات العرقية الصينية في منطقة شينجيانغ ،أو كما تسمى أحيانًا بتركستان الشرقية أغلب من يتواجد في سنجان هم الأويغور لذا فقد يسمى تجاوزًا بالمطبخ الإيغوري (بالأويغورية: ئۇيغۇر تائاملىرى)‏ (بالصينية:維吾爾菜) رغم وجود أقليات أخرى مثل الطاجيك والقرغيز والكازاخ.
من أبرز الطبخات، لحم الضأن المشوي والكباب والسمك المشوي والأرز.والأكل في شينجيانغ غالبًا حلال لكثرة المسلمين هناك.الطبخ الشنجاني ينتشر في معظم أنحاء الصين ،حيث أن عليها إقبالًا شديدًا من الصينيين أبرز المطاعم الشنجانية التي تنتشر في أنحاء مقاطعة سنجان مطعم هرمباغ (بالإنجليزية:Herembagh )(بالأويغورية: ھەرەمباغ)‏ (بالصينية:海爾巴格).

## النسيج الاجتماعي فيسنجان
العرقيات المقيمة في شينجيانغ لها طرق مختلفة للطبخ والأكل. فيستخدم الهان في سنجان عيدان تناول الطعام ، بينما يتناول الكازاخ بأيديهم. والقيرغيز يتميزون بشرب حليب الخيل أو ما يسمى بالقمارص وأقلية الشيبو الصينية تتميز بأكل أحساء الأغنام. أما الدونغشيانغ فيتميزون بالمعكرونة المسلوقة في حساء لحم الضأن والفطائر الملفوفة المطبوخة على البخار(بالصينية:花卷).
يشكل الأويغور جزءًا كبيرًا من سكان شينجيانغ، وبالتالي سيطر طعامهم على المنطقة.طعام الأويغور يتكون بشكل أساسي من لحوم الضأن والبقر والجمل ذا السنامين والدجاج والأوز ومن الخضار الجزر والطماطم والبصل والفلفل والباذنجان والكرفس وكذلك العديد من منتجات الألبان والفواكه.وجبة الإفطار على الأويغورية تكون عادة، الشاي مع الخبز وسمتانا وهي عبارة عن كريمة حامضة مطبوخة مع الزيتون والعسل والزبيب واللوز . يحب الأويغور قِرَى وإكرام الضيف بالشاي وخبز النان والفواكه قبل الأطباق الرئيسية .معظم الأطعمة اليوغورية تؤكل بأعواد الأكل ، وهي العادة التي دخلت عليهم من ثقافة الهان الصينية في القرن 19.

## الأطباق الرئيسية

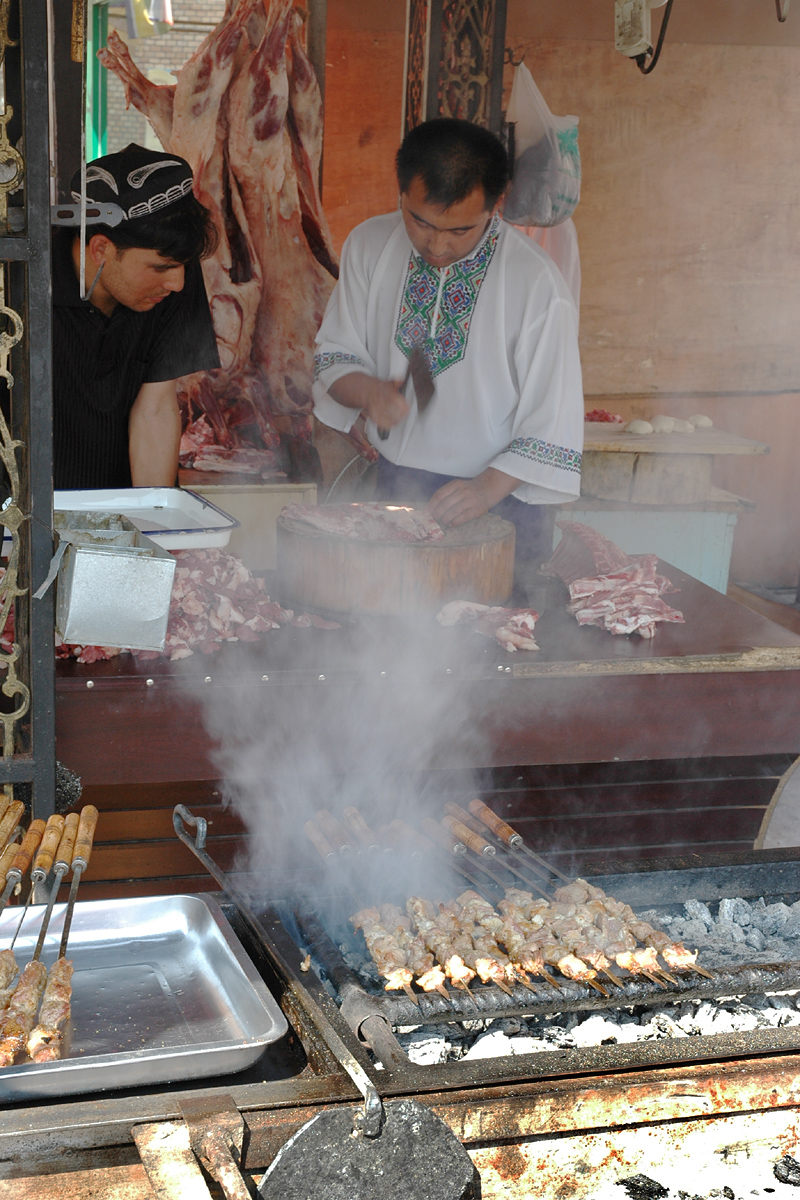
كباب الضأن المشوي

### الأويغور

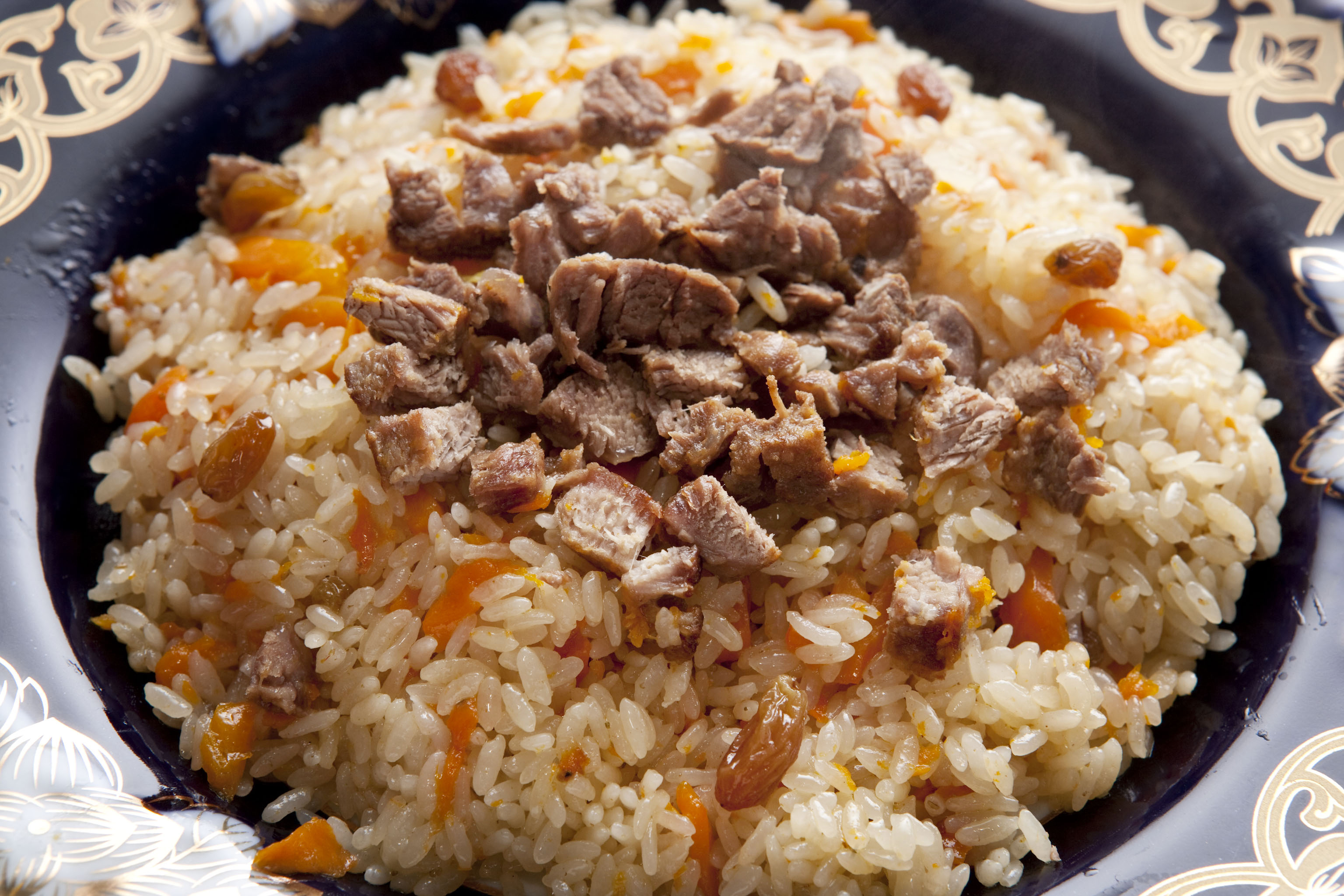
طبق الرز البخاري باللحم أو كما يسمى بالبيلاف والفرق الوحيد بينه وبين البيلاف الأفغاني قصر حبة الأرز

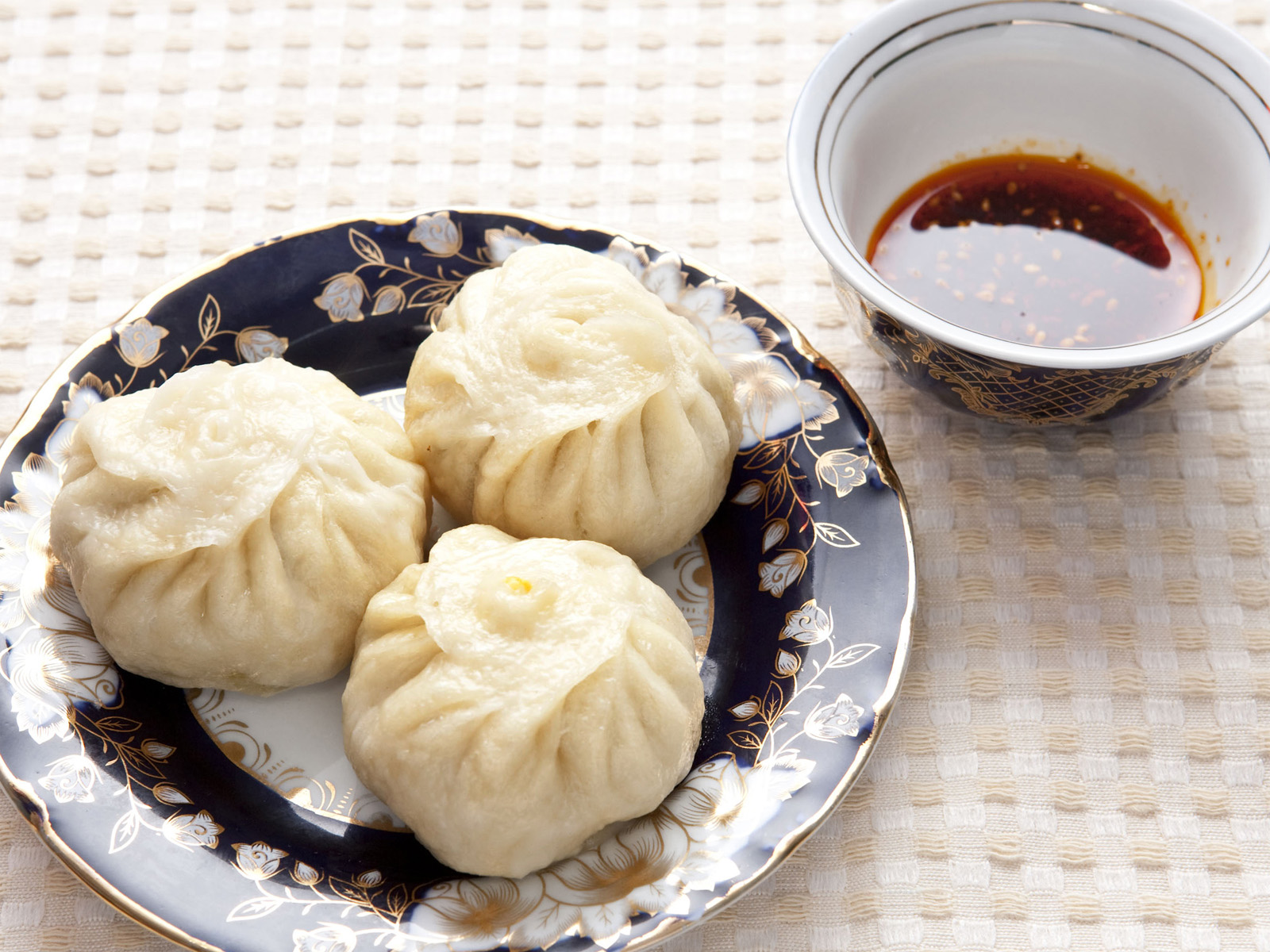
طبق المنتو مع الصلصة أحد أشهر الأطباق الإيغورية

تشابه كثير من أكلات الإيغور أكلات الأجناس الأخرى في وسط آسيا، مع تأثر طعامهم بالطابع الصيني. طبق الأويغور الشهير هو اللغمن (بالإيغورية: لەڭمەن) . وهو نوع من المعكرونة المصنوعة يدويًا، ومكوناته الدقيق والماء والملح. ثم تقسم العجينة إلى كرات صغيرة ثم تمط باليد. تُغلى المعكرونة حتى تصبح طرية جدًا وتُقدم بعد ذلك مغطاة باللحوم والخضروات المقلية ( الفلفل الحلو والفلفل الحار والملفوف والبصل والطماطم ) مع بعض قطع اللحم.والطبق الآخر الشهير هو الرز البخاري أو ما يسمى بالبيلاف (بالإيغورية: پولۇ،بالصينية: 抓飯 ). وكذلك الخبز أو ما يسمى بخبز النان الموجود عادة في آسيا الوسطى وتضاف له بذور السمسم والزبدة والحليب والزيت النباتي والملح والسكر.

### أطباق أخرى
أحد أشهر الأطبق الشنجانية قورمة الدجاج وتسمى أحيانًا دابانجي (بالصينية:大盘鸡)، والتي تعني حرفيًا «صحن كبير من الدجاج». وهو مرق دجاج حار يقدم على طبق كبير وبعد أن يتم أكل الدجاج، تضاف المعكرونة يدوياً إلى المرق. اكتسب الطبق شعبية في منتصف إلى أواخر التسعينيات، ويقال إنه تم اختراعه في شاوان، شمال إقليم سنجان من قبل مهاجر من سيتشوان ، الذي خلط الفلفل الحار مع البطاطس والدجاج على عادة أهل سيتشوان في حب الأطعمة الحارة.

## توابل
يستخدم المطبخ الشنجاني الكمون بكثرة، وكذلك الفلفل الأحمر والملح والفلفل الأسود.

## مشروبات
من المشروبات الشهيرة مشروب الشاي الأحمر الصيني ، ومشروب كفاس (بالصينية: 格瓦斯 ،بالإيغورية: قْ وَصِ) وهو مشروب غير كحولي مصنوع من العسل . المشروبات الشائعة الأخرى هي بيرة شينجيانغ السوداء المنتجة محليًا والمعروفة بأنها أقوى من البيرة الصينية العادية. وتشحن إلى جميع أنحاء الصين.
يزرع العنب في توربان لأعداد الخمر الذي يصدر لخارج المنطقة، يعد النبيذ جزءًا مهمًا من الاقتصاد المحلي وكان معروفًا في عهد أسرة تانغ.，ومن أشهر أنواع الخمور خمر يدعى museles (بالإيغورية:مۇسەللەش) من كلمة المثلث العربية ، يصنعه السكان المحليون ويصدرونه خارج المنطقة.

## الحلويات
لدى الإيغور بقلاوة لكنها تختلف عن رقائق العجين الشهيرة عند العرب والترك، حيث يتم استخدام نفس التسمية لكعكة الجوز الأويغورية. مكوناتها عادةً التمر والزبيب والجوز.

## روابط خارجية
- أكل الإيوغور
- شركة هيريمباغ